# Брунетска операция
Брунетската операция, водена на 24 километра западно от Мадрид, е опит на републиканците да облекчат натиска, упражняван от националистите върху столицата и на север по време на Гражданската война в Испания. Въпреки че първоначално успява, републиканците са принудени да се оттеглят от Брунете след контраатаки на националистите и претърпяват опустошителни загуби от битката.

## Републиканска офанзива

### 6 юли
Първите атаки започват още през нощта на 5 срещу 6 юли, като републиканските сили в прикритието на тъмнината проникват дълбоко в слабите националистически линии. На разсъмване на 6 юли републиканците бомбардират позициите на националистите, използвайки артилерия и въздушна мощ, плюс цели в тила, включително местния националистически щаб в Навалкарнеро. Веднага след бомбардировката републиканската 11-та дивизия, командвана от Листер, напредва 8 километра и обгражда Брунете. Националистическите сили там са напълно изненадани и едва когато започват сутрешните атаки, те осъзнават пълния мащаб на републиканската операция. Брунете е освободен от републиканците до обяд.
Националистите възлагат общото командване на битката на генерал Варела. През сутринта цялата налична жива сила е насочена към колебливата фронтова линия, включително местни щабове, полеви болници и снабдителни части, а до обяд 12-та, 13-та и 150-та дивизия заедно с части от легион „Кондор“ са на път да помогнат за защитата.
По-късно същия ден, атаките на републиканците от 34-та и 46-та дивизии по фланговете на 11-та дивизия на Листер спират при среща с ожесточена съпротива от националистите и принуждават Листер да спре настъплението си на юг от Брунете. След това атаката срещу Кихорна е подсилена от танкове и получава подкрепа от артилерия и въздух, но нападателите отново са отблъснати.
До тогава офанзивата се извършва почти изцяло от V армейски корпус. Републиканското командване изглежда е изненадано от първоначалния им успех и очевидно има известно объркване, което означава, че разполагането на XVIII армейски корпус е забавено.
Планираното източно крило на обгръщащата атака, от Карабанчел южно от Мадрид, никога не прекъсва вражеската линия, въпреки тежката артилерийска бомбардировка.

### 7 юли
Републиканският полковник Хурадо отклонява 15-та дивизия, за да сложи край на безизходицата при Вилянуева де ла Каняда, а британският батальон от XV бригада успява да прочисти селото от националисти до 7:00 ч. сутринта на 7 юли. Националистите в близките села Вилянуева дел Пардило и Вилафранка дел Кастило продължават да удържат.
За да позволи на 15-та дивизия на Хал да продължи към Боадила на републиканския ляв фланг, 10-та дивизия под командването на Енсисо атакува 12-та дивизия на Асенсио, защитаваща хребета Мока. Националистическите войски там са отблъснати.
Настояването на републиканците да намалят огнищата на съпротива, вместо да ги заобиколят, дава време на националистите да натрупат нови резерви. Следобед националистическата авиация, преместена от Северния фронт, започва да пристига и веднага влиза в бой. На Варела също е казано, че всички атаки на север са преустановени, за да се даде възможност на наземните части да бъдат насочени бързо към сектора Брунете.

### 8 – 9 юли
През нощта на 7 срещу 8 юли генерал Миаха насочва своя резерв, XVIII армейски корпус в атака на изток, в посока на река Гуадарама. Извършен е в сутрешните часове. След преминаването на реката 15-та дивизия атакува новоукрепените позиции, държани от 12-та дивизия в продължение на два дни. Всички атаки са отблъснати и когато една атака успява да изгони националистическите защитници, контраатака бързо елиминира постигнатото от републиканците. Междувременно, националистическата позиция в село Кихорна на десния фланг на републиканците продължава да издържа. Атаката южно от Мадрид е подновена, но отново неуспешна.
След като републиканското нападение на десния фланг на Листер остава задържано при Кихорна, Модесто нарежда на 35-та дивизия да помогне на 46-та дивизия на Ел Кампесино. Първоначалното намерение на 35-та дивизия е тя да бъде използвана в подкрепа на атаката на Листер през центъра. Сутринта на 9 юли две републикански бригади атакуват Кихорна и след тежки жертви успяват най-накрая да прочистят селото от защитниците националисти. От левия фланг на републиканците атаките към Боадила дел Монте първоначално напредват, но въпреки че атакуващите части са добре подкрепени от танкове, бронирани коли и самолети, техните загуби са толкова големи, че атаките спират.
При първата атака испанските републикански военновъздушни сили са много активни, атакувайки както наземни цели, така и държани от бунтовниците летища. Но републиканските самолети са бавни и остарели, което осигурява на германския легион „Кондор“ почти пълен контрол над въздуха.

### 10 – 11 юли
На 10 юли Вилянуева дел Пардильо е превзет от XII Интернационална бригада на 69-та дивизия на Дюран, подкрепена от танкове. Заловени са около 500 защитници с оръжие, боеприпаси и материал. Вилафранка дел Кастило бавно е обкръжен от 10-та дивизия на Енсисо и 45-та дивизия на Клебер. Полковник Хурадо прави планове за нападение над селото на 11 юли, но се разболява и е заменен с полковник Касадо. Позовавайки се на лош морал и умора, Касадо иска да отмени атаката, но генерал Миаха нарежда атаката да продължи по план. (На този ден афроамериканският комунист Оливър Лоу, действащ командир на бригадата „Ейбрахам Линкълн“, е убит, докато ръководи атака срещу Москито Ридж в сектора Боадила дел Монте.)
Републиканците успяват да пленят националистическия гарнизон във Вилафранка дел Кастило, принуждавайки генерал Варела да изпрати 5-та бригада на Навара, за да облекчи натиска. Пристигането на наварците накланя баланса в полза на националистите, тъй като републиканците са принудени да напуснат позициите си и бягат обратно през река Гуадарама. Опитът на националистите да си върнат Вилянуева дел Пардильо на 11 юли се проваля.

### 12 – 17 юли
Тъй като големи наземни и въздушни подкрепления на националистите пристигат на застрашения фронт и тъй като планираното придвижване в клещи от района на Карабанчел южно от Мадрид не успява да направи никакво впечатление, офанзивата на републиканците е на път да спре. Някои незначителни диверсионни атаки все още са извършвани, но на 15 юли генерал Миаха нарежда край на офанзивата. (Майор Джордж Нейтън, командир на батальон в XV бригада, е убит от шрапнели от бомба на следващия ден.) В този момент републиканците държат Брунете и прерязват пътя Естремадура. В същото време националистите попречват на своите сили, обсаждащи Мадрид, да бъдат отрязани и с пристигналите подкрепления са в състояние да се подготвят за контраатака.
Републиканските сили претърпяват големи загуби не само от реалните битки, но и поради екстремната жега, която, съчетана с липсата на вода, изважда от строя много войници. Много бригади губят между 40 и 60% от числеността си - убити, ранени, болни и изчезнали.
Изтощените републиканци се окопават и чакат контраатаката на националистите, за която знаят, че вероятно ще се случи.

## Националистическа контраатака
Националистическият командващ генерал Варела планира да си върне терена, загубен от републиканците, с тристранна атака. Основната сила се състои от около 20 000 души, които ще атакуват от запад към Кихорна. В същото време друга сила от около 10 000 души ще удари от изток от Боадила дел Монте към и над река Гуадарама. Накрая около 8 000 също ще атакуват от юг, към самия Брунете.

### 18 юли
Контраофанзивата започва рано тази сутрин с продължителен артилерийски обстрел над републиканските фронтови линии, заедно с тежки въздушни атаки от националистически въздушни части. Въпреки това националистите постигат само малки печалби този ден: западната група успява да превземе някои хълмове северозападно от Кихорна, докато източните сили завземат малко земя източно от Гуадарама. Републиканските войски упорито защитават позицията си. Боевете на запад от Кихорна са особено ожесточени. Там републиканските части предприемат няколко контраатаки, опитвайки се да превземат хълмовете, които са изгубили. Битката във въздуха също е необичайно тежка, тъй като и двете страни хвърлят голям брой самолети в битката: по едно време около 80 самолета на националистите участват в огромен бой с около 60 противника. (На този ден британският поет Джулиан Бел е убит, докато шофира линейка за доброволен британски медицински отряд.)

### 19 – 20 юли
Тристранната атака на националистите не успява да постигне значителни печалби на 19 юли, но на следващия ден източните сили, силно подкрепени от въздушни части, успяват да направят някои придобивки от източната страна, близо до Гуадарама.

### 21 – 23 юли
За да стабилизира ситуацията от източната страна на джоба, Миаха нарежда контраатака по Гуадарама, което води до няколко дни ожесточени битки в задушаващата жега. Теренът, първоначално превзет от националистите на 20 юли, няколко пъти сменя контрола си. В същото време три републикански бригади, подкрепени от 20 танка, правят малък тласък от Лас Росас на югоизток. Докато битката с люлка бушува на източния фланг, републиканските сили от западната страна удържат позициите си, въпреки тежките атаки, концентрирани главно върху терена около Кихорна. Въпреки това, на 23 юли източните сили най-накрая правят голям пробив и успяват да си проправят път през Гуадарама, близо до мястото, където малката Ауленсия се влива в по-голямата река.

### 24 – 25 юли
На 24 юли националистите започват да атакуват сериозно от юг към Брунете. Успяват да съсредоточат около 65 артилерийски батареи в тази част на фронта срещу едва 22 републикански. С тази подкрепа плюс бомбардировки от въздуха, националистите пробиват републиканските линии южно от града. Контраатака, подкрепена от танкове, няма успех. Следобеда нападателите влизат в Брунете, докато останките от 11-та дивизия на Листер се оттеглят на позиции точно на север от града, струпвайки се около гробището. В същото време националистическата източна група успява да разшири пробива си на Гуадарама. Миаха бърза с подкрепления от Мадрид и републиканската 14-та дивизия, командвана от Сиприано Мера, предприема още една контраатака, но тя се проваля и на 25 юли защитниците от 11-та дивизия около и на гробището - включително самия командир на дивизията Листер - се оттеглят от техните позиции. След това няма повече широкомащабни атаки в битката - с изключение на някои неефективни републикански опити за контраатаки - и битката утихва. Варела иска да продължи атаките си, но Франко им нарежда да спрат, за да могат войските да бъдат преместени на север за началото на офанзивата срещу стратегически важното пристанище Сантандер. (На 25 юли германската военна фотографка Герда Таро е смъртоносно ранена, когато колата, в която се движи, е ударена от републикански танк.)
По време на последните дни на битка вече има ясни признаци за пропукване на морала от страна на републиканците, както поради изтощението, така и често ужасните загуби. Дори сред доброволческите интернационални бригади има ропот, неподчинение и откровено дезертьорство.

## Последица
В края на битката републиканците не успяват да прекъснат пътя Естремадура, но все още държат Вилянуева де ла Каняда, Кихорна и Вилянуева дел Пардильо от националистите. От тази гледна точка и двете страни могат да претендират за победа.
Загубите на хора и техника в битката са много по-тежки за републиканците, отколкото за националистите. Републиканската армия губи голяма част от незаменимото си оборудване и много от най-добрите си войници в бригадите, че битката може да се разглежда като стратегическа националистическа победа.
Политически, комунистите претърпяват загуба на престиж, тъй като офанзивата не успява да спре националистическите войски да завършат завладяването на севера.
Условията в Брунете за националистите позволяват на германците да получат благоприятни търговски отстъпки, поради ефективността на Легион „Кондор“. Националистите предоставят статут на най-облагодетелствана нация на Германия и се съгласяват да изпращат суровини на Германия като изплащане на направения дълг.